# Gang Gang Dance
Gang Gang Dance er en alternative-/neo-tribal-/indie-gruppe fra USA bestående af Lizzi Bougatsos, Brian Degraw, Josh Diamond, Taka Imamura og Jesse Lee.

## Diskografi
- Revival of the Shittest (2004)
- Gang Gang Dance (2004)
- God's Money (2005)
- Saint Dymphna (2008)
- Eye Contact (2011)

| Musikgruppe | Spire Denne artikel om en amerikansk musikgruppe er en spire som bør udbygges. Du er velkommen til at hjælpe Wikipedia ved at udvide den. |